# Ameriprise Financial
Ameriprise Financial est une entreprise  américaine ayant son siège social, le Ameriprise Financial Center dans la ville de Minneapolis en Minnesota.
Ameriprise Financial est spécialisé dans les prestations de services d'investissement :
- gestion de fortune

- assurance

- gestion d'actifs

Investors Diversified Services (I.D.S.) est créée en 1894. En 1984, American Express rachète I.D.S., puis s'en sépare en 2005, auquel moment la société est renommée Ameriprise Financial.

## Actionnaires
Liste des principaux actionnaires au 30 octobre 2019.
| The Vanguard Group                | 13 199 126 | 10,1% |
| SSgA Funds Management             | 6 162 807  | 4,71% |
| Norges Bank Investment Management | 5 881 646  | 4,49% |
| Bain Capital Public Equity        | 5 500 000  | 4,20% |
| JPMorgan Investment Management    | 4 364 266  | 3,33% |
| UBS Financial Services            | 3 434 918  | 2,62% |
| BlackRock Fund Advisors           | 3 414 204  | 2,61% |
| LSV Asset Management              | 3 050 106  | 2,33% |
| Davis Selected Advisers           | 2 986 588  | 2,28% |
| Aristotle Capital Management      | 2 937 416  | 2,24% |